# Nagroda im. Lewisa Carrolla
Nagroda im. Lewisa Carrolla (ang. Lewis Carroll Shelf Award) – amerykańska nagroda literacka, przyznawana w latach 1958–1979 za twórczość dla dzieci i młodzieży. Nagrodą wyróżniano utwory pisarzy żyjących i nieżyjących, a jej celem było stworzenie listy najlepszych książek, będącej wskazówką dla rodziców i nauczycieli przy kierowaniu lekturą dzieci. 
Nagroda została ufundowana przez D.C. Davisa. Pozycje do wyróżnienia zgłaszali wydawcy, a nagrodę jednogłośnie przyznawało 5-osobowe jury, kierując się kryteriami opracowanymi przez uniwersytet Wisconsin. Liczba nagrodzonych w danym roku była nieograniczona, w niektórych latach było to kilkanaście tytułów. 
Przyznawanie nagrody zawieszono w 1979 roku z powodu braku funduszy.